# 旧中站
舊中站（韓語：구중역）是朝鮮民主主義人民共和國慈江道慈城郡的一個鐵路車站，属于北部内陆线。

## 历史
- 1987年11月27日，落成使用。

## 邻近车站
北部内陆线
云峰站 - 舊中站 - 慈城站